# Élections législatives de 2024 dans le Cantal
Les élections législatives de 2024 dans le Cantal se déroulent les 30 juin et 7 juillet 2024. Dans le département, deux députés sont à élire dans le cadre de deux circonscriptions, à la suite de la dissolution de l'Assemblée nationale par Emmanuel Macron.
Le choix de cette dissolution est pris après la défaite de la liste Renaissance aux élections européennes qui ont lieu le 9 juin 2024.

## Contexte
| Circonscription | RN      | ENS     | PS - PP | LFI    | LR      |
| --------------- | ------- | ------- | ------- | ------ | ------- |
| Circonscription |         |         |         |        |         |
| 1re             | 32,41 % | 14,67 % | 14,46 % | 4,51 % | 11,09 % |
| 2e              | 35,19 % | 12,6 %  | 11,03 % | 3,74 % | 14,5 %  |

## Système électoral
Les élections législatives ont lieu au scrutin uninominal majoritaire à deux tours dans des circonscriptions uninominales.
Est élu au premier tour le candidat qui réunit la majorité absolue des suffrages exprimés et un nombre de voix au moins égal au quart des électeurs inscrits dans la circonscription, soit 25 %. Si aucun des candidats ne satisfait ces conditions, un second tour est organisé entre les candidats ayant réuni un nombre de voix au moins égal à un huitième des inscrits, soit 12,5 %. Les deux candidats arrivés en tête du 1er tour se maintiennent néanmoins par défaut si un seul ou aucun d'entre eux n'a atteint ce seuil. Au second tour, le candidat arrivé en tête est déclaré élu,.
Le seuil de qualification basé sur un pourcentage du total des inscrits et non des suffrages exprimés rend plus difficile l'accès au second tour lorsque l'abstention est élevée. Le système permet en revanche l'accès au second tour de plus de deux candidats si plusieurs d'entre eux franchissent le seuil de 12,5 % des inscrits. Les candidats en lice au second tour peuvent ainsi être trois, un cas de figure appelé « triangulaire ». Les second tours où s'affrontent quatre candidats, appelés « quadrangulaire » sont également possibles, mais beaucoup plus rares,.

### Partis et nuances
Les résultats des élections sont publiés en France par le ministère de l'Intérieur, qui classe les partis en leur attribuant des nuances politiques. Ces dernières sont décidées par les préfets, qui les attribuent indifféremment de l'étiquette politique déclarée par les candidats, qui peut être celle d'un parti ou une candidature sans étiquette.
Seuls le Parti communiste français (COM), La France insoumise (FI), le Parti socialiste (SOC), le Parti radical de gauche (RDG), Les Écologistes (VEC), Renaissance (RE), le Mouvement démocrate (MDM), Horizons (HOR), l'Union des démocrates et indépendants (UDI), Les Républicains (LR), le Rassemblement national (RN) et Reconquête (REC) se voient attribuer en 2024 des nuances propres. Les coalitions Ensemble et Nouveau front populaire, ainsi que les candidats de l'alliance LR-Ciotti-RN, en bénéficient également indirectement, les nuances Ensemble ! (Majorité présidentielle) (ENS), Union de la gauche (UG) et Union de l'extrême-droite (UXD) étant attribuables aux candidats bénéficiant respectivement du soutien de deux partis du centre, de deux partis de gauche ou de deux partis d'extrême-droite,.
Tous les autres partis se voient attribuer l'une ou l'autre des nuances suivantes : EXG (extrême gauche), DVG (divers gauche), ECO (écologiste), REG (régionaliste), DVC (divers centre), DVD (divers droite), DSV (droite souverainiste) et EXD (extrême droite). Des partis comme Debout la France ou Lutte ouvrière ne disposent ainsi pas de nuances propres, et leurs résultats nationaux ne sont pas publiés séparément par le ministère, car mélangés avec d'autres partis (respectivement dans les nuances DSV et EXG).

## Élus
| Circonscription | Député sortant  | Parti ou nuance | Parti ou nuance | Groupe | Député élu ou réélu | Parti ou nuance | Parti ou nuance | Groupe |
| --------------- | --------------- | --------------- | --------------- | ------ | ------------------- | --------------- | --------------- | ------ |
| 1re             | Vincent Descœur |                 | LR              | LR     | Vincent Descœur     |                 | DVD             | DR     |
| 2e              | Jean-Yves Bony  |                 | LR              | LR     | Jean-Yves Bony      |                 | LR              | DR     |

### Taux de participation
| Taux de participation | 1er tour | 1er tour | 1er tour   | 2d tour | 2d tour | 2d tour    | Différence entre les deux tours |
| Taux de participation | En 2022  | En 2024  | Différence | En 2022 | En 2024 | Différence | Différence entre les deux tours |
| --------------------- | -------- | -------- | ---------- | ------- | ------- | ---------- | ------------------------------- |
| À midi                | 26,35 %  | 30,45 %  | 4,1        | 24,83 % | 33,48 % | 8,65       | 3,03                            |
| À 17 heures           | 48,45 %  | 64,78 %  | 16,33      | 41,62 % | 64,78 % | 23,16      | en stagnation                   |
| Final                 | 53,80 %  | 71,93 %  | 18,13      | 46,79 % | 71,83 % | 25,04      | 0,1                             |

### Résultats à l'échelle du département

#### Résultats par coalition
| Parti                                       | Parti                                       | Parti                       | Premier tour | Premier tour | Premier tour | Second tour   | Second tour   | Second tour | Total Sièges  | +/-           |
| Parti                                       | Parti                                       | Parti                       | Voix         | %            | Sièges       | Voix          | %             | Sièges      | Total Sièges  | +/-           |
| ------------------------------------------- | ------------------------------------------- | --------------------------- | ------------ | ------------ | ------------ | ------------- | ------------- | ----------- | ------------- | ------------- |
|                                             |                                             | Sans étiquette              | 16 615       | 20,71        | 0            | 28 330        | 36,07         | 1           | 1             | Nv            |
|                                             | Les Républicains (LR)                       | 12 383                      | 15,44        | 0            | 21 585       | 27,48         | 1             | 1           | 1             |               |
| Total Union de la droite et du centre (UDC) | Total Union de la droite et du centre (UDC) | 28 998                      | 36,15        | 0            | 49 915       | 63,55         | 2             | 2           | en stagnation |               |
|                                             | Rassemblement national (RN)                 | Rassemblement national (RN) | 25 284       | 31,52        | 0            | 28 635        | 36,45         | 0           | 0             | en stagnation |
|                                             |                                             | Parti socialiste (PS)       | 9 893        | 12,33        | 0            | Retrait       | Retrait       | Retrait     | 0             | Nv            |
|                                             | La France insoumise (LFI)                   | 4 919                       | 6,13         | 0            |              |               |               | 0           | en stagnation |               |
| Total Nouveau Front populaire (NFP)         | Total Nouveau Front populaire (NFP)         | 14 812                      | 18,46        | 0            | Retrait      | Retrait       | Retrait       | 0           | en stagnation |               |
|                                             |                                             | Horizons (HOR)              | 3 377        | 4,21         | 0            |               |               |             | 0             | Nv            |
|                                             | Mouvement démocrate (MoDem)                 | 3 019                       | 3,76         | 0            | 0            | en stagnation |               |             |               |               |
| Total Ensemble pour la République (ENS)     | Total Ensemble pour la République (ENS)     | 6 396                       | 7,97         | 0            | 0            | en stagnation |               |             |               |               |
|                                             | Lutte ouvrière (LO)                         | Lutte ouvrière (LO)         | 756          | 0,94         | 0            | 0             | en stagnation |             |               |               |
|                                             | Reconquête (REC)                            | Reconquête (REC)            | 630          | 0,79         | 0            | 0             | en stagnation |             |               |               |
|                                             | Sans étiquette (SE)                         | Sans étiquette (SE)         | 3 348        | 4,17         | 0            | 0             | en stagnation |             |               |               |
|                                             |                                             |                             |              |              |              |               |               |             |               |               |
| Suffrages exprimés                          | Suffrages exprimés                          | Suffrages exprimés          | 80 224       | 97,31        |              | 78 550        | 95,40         |             |               |               |
| Votes blancs                                | Votes blancs                                | Votes blancs                | 1 336        | 1,62         | 2 588        | 3,14          |               |             |               |               |
| Votes nuls                                  | Votes nuls                                  | Votes nuls                  | 885          | 1,07         | 1 200        | 1,46          |               |             |               |               |
| Total                                       | Total                                       | Total                       | 82 445       | 100          | 0            | 82 338        | 100           | 2           | 2             | en stagnation |
| Abstention                                  | Abstention                                  | Abstention                  | 32 179       | 28,07        |              | 32 290        | 28,17         |             |               |               |
| Inscrits/Participation                      | Inscrits/Participation                      | Inscrits/Participation      | 114 624      | 71,93        | 114 628      | 71,83         |               |             |               |               |

#### Résultats par nuance
| Nuance                 | Nuance                 | Nuance                 | Premier tour | Premier tour | Premier tour | Second tour | Second tour   | Second tour | Total Sièges | +/-           |  |
| Nuance                 | Nuance                 | Nuance                 | Voix         | %            | Sièges       | Voix        | %             | Sièges      | Total Sièges | +/-           |  |
| ---------------------- | ---------------------- | ---------------------- | ------------ | ------------ | ------------ | ----------- | ------------- | ----------- | ------------ | ------------- |  |
|                        | Divers droite          | DVD                    | 32 346       | 40,32        | 0            | 49 915      | 63,55         | 2           | 2            | [ a ]         |  |
|                        | Rassemblement national | RN                     | 25 284       | 31,52        | 0            | 28 635      | 36,45         | 0           | 0            | en stagnation |  |
|                        | Union de la gauche     | UG                     | 14 812       | 18,46        | 0            | Retrait     | Retrait       | Retrait     | 0            | en stagnation |  |
|                        | Horizons               | HOR                    | 3 377        | 4,21         | 0            |             |               |             | 0            | Nv            |  |
|                        | Ensemble               | ENS                    | 3 019        | 3,76         | 0            | 0           | en stagnation |             |              |               |  |
|                        | Extrême gauche         | EXG                    | 756          | 0,94         | 0            | 0           | en stagnation |             |              |               |  |
|                        | Reconquête             | REC                    | 630          | 0,79         | 0            | 0           | en stagnation |             |              |               |  |
|                        |                        |                        |              |              |              |             |               |             |              |               |  |
| Suffrages exprimés     | Suffrages exprimés     | Suffrages exprimés     | 80 224       | 97,31        |              | 78 550      | 95,40         |             |              |               |  |
| Votes blancs           | Votes blancs           | Votes blancs           | 1 336        | 1,62         | 2 588        | 3,14        |               |             |              |               |  |
| Votes nuls             | Votes nuls             | Votes nuls             | 885          | 1,07         | 1 200        | 1,46        |               |             |              |               |  |
| Total                  | Total                  | Total                  | 82 445       | 100          | 0            | 82 338      | 100           | 2           | 2            | en stagnation |  |
| Abstention             | Abstention             | Abstention             | 32 179       | 28,07        |              | 32 290      | 28,17         |             |              |               |  |
| Inscrits/Participation | Inscrits/Participation | Inscrits/Participation | 114 624      | 71,93        | 114 628      | 71,83       |               |             |              |               |  |

### Résultats par circonscription

#### Première circonscription
Député sortant : Vincent Descœur (Indépendant, après avoir quitté Les Républicains le 11 juin).
| Candidat                 | Candidat                 | Parti et coalition       | Nuance                   | Premier tour | Premier tour | Second tour | Second tour |
| Candidat                 | Candidat                 | Parti et coalition       | Nuance                   | Voix         | %            | Voix        | %           |
| ------------------------ | ------------------------ | ------------------------ | ------------------------ | ------------ | ------------ | ----------- | ----------- |
|                          | Vincent Descœur          | SE (UDC)                 | DVD                      | 16 615       | 37,66        | 28 330      | 65,89       |
|                          | Dorothée Gallais         | RN                       | RN                       | 13 361       | 30,29        | 14 668      | 34,11       |
|                          | Valérie Rueda            | PS (NFP)                 | UG                       | 9 893        | 22,43        | Retrait     | Retrait     |
|                          | Denis Sabot              | HOR (ENS)                | HOR                      | 3 377        | 7,66         |             |             |
|                          | Rémy Dauvillier          | LO                       | EXG                      | 458          | 1,04         |             |             |
|                          | Jean-Jacques Bruxelle    | REC                      | REC                      | 410          | 0,93         |             |             |
|                          |                          |                          |                          |              |              |             |             |
| Votes valides            | Votes valides            | Votes valides            | Votes valides            | 44 114       | 97,24        | 42 998      | 95,39       |
| Votes blancs             | Votes blancs             | Votes blancs             | Votes blancs             | 744          | 1,64         | 1 384       | 3,07        |
| Votes nuls               | Votes nuls               | Votes nuls               | Votes nuls               | 509          | 1,12         | 694         | 1,54        |
| Total                    | Total                    | Total                    | Total                    | 45 367       | 100          | 45 076      | 100         |
| Abstention               | Abstention               | Abstention               | Abstention               | 16 947       | 27,20        | 17 245      | 27,67       |
| Inscrits / participation | Inscrits / participation | Inscrits / participation | Inscrits / participation | 62 314       | 72,80        | 62 321      | 72,33       |

#### Deuxième circonscription
Député sortant : Jean-Yves Bony (Les Républicains).
| Candidat                 | Candidat                    | Parti et coalition       | Nuance                   | Premier tour | Premier tour | Second tour | Second tour |
| Candidat                 | Candidat                    | Parti et coalition       | Nuance                   | Voix         | %            | Voix        | %           |
| ------------------------ | --------------------------- | ------------------------ | ------------------------ | ------------ | ------------ | ----------- | ----------- |
|                          | Jean-Yves Bony              | LR (UDC)                 | DVD                      | 12 383       | 34,29        | 21 585      | 60,71       |
|                          | Gilles Lacroix              | RN                       | RN                       | 11 923       | 33,02        | 13 967      | 39,29       |
|                          | Zoé Pébay                   | LFI (NFP)                | UG                       | 4 919        | 13,62        |             |             |
|                          | Louis Toty                  | SE                       | DVD                      | 3 348        | 9,27         |             |             |
|                          | Vladimir Tilmant-Tatischeff | MoDem (ENS)              | ENS                      | 3 019        | 8,36         |             |             |
|                          | Mona Cheikhi                | LO                       | EXG                      | 298          | 0,83         |             |             |
|                          | Pascal Veysset-Rapaport     | REC                      | REC                      | 220          | 0,61         |             |             |
|                          |                             |                          |                          |              |              |             |             |
| Votes valides            | Votes valides               | Votes valides            | Votes valides            | 36 110       | 97,39        | 35 552      | 95,41       |
| Votes blancs             | Votes blancs                | Votes blancs             | Votes blancs             | 592          | 1,60         | 1 204       | 3,23        |
| Votes nuls               | Votes nuls                  | Votes nuls               | Votes nuls               | 376          | 1,01         | 506         | 1,36        |
| Total                    | Total                       | Total                    | Total                    | 37 078       | 100          | 37 262      | 100         |
| Abstention               | Abstention                  | Abstention               | Abstention               | 15 232       | 29,12        | 15 045      | 28,76       |
| Inscrits / participation | Inscrits / participation    | Inscrits / participation | Inscrits / participation | 52 310       | 70,88        | 52 307      | 71,24       |